# Arrott Transportation Center (métro de Philadelphie)
Margaret–Orthodox, anciennement Margaret-Orthodox-Arrott, est une station de la Market-Frankford Line du métro de Philadelphie. C'est une station aérienne.
Elle fait également office de gare routière, et permet la correspondance avec les lignes de bus et de trolleybus 3, 5, 59, 75, 89, J et K.